# Rhathymus vespiformis
Rhathymus vespiformis är en biart som först beskrevs av Degeer 1773.  Rhathymus vespiformis ingår i släktet Rhathymus och familjen långtungebin. Inga underarter finns listade i Catalogue of Life.